# ناپدید شدن لارس میتانک
لارس یواخیم میتانک (به آلمانی: Lars Joachim Mittank)(زاده ۹ فوریه ۱۹۸۶) مردی آلمانی است که در ۸ ژوئیه ۲۰۱۴ در نزدیکی فرودگاه وارنا در وارنا، بلغارستان ناپدید شد. میتانک در استراحتگاه گلدن سندز در حال گذراندن تعطیلات بود، جایی که ظاهراً درگیر یک مشاجره یا دعوا شده و متعاقباً به دلایل سلامتی نتوانست با دوستانش به خانه پرواز کند. ثابت شده‌است که میتانک در حالی که در بلغارستان تنها بود به طرز عجیبی رفتار می‌کرد. او با مادرش تماس گرفت و مدعی شد که مردم قصد کشتن او را دارند. روزی که قرار بود به خانه پرواز کند، میتانک برای مشورت با پزشک به فرودگاه وارنا رفت. بعداً در فیلم‌های امنیتی فرودگاه دیده شد که او دوان دوان از فرودگاه به سمت جنگلی که مجاور فرودگاه بود می‌رود. او از آن زمان هرگز دیده نشده‌است. این پرونده علاقه شدیدی را به همراه داشته‌است و دفعات مشاهده فیلم فرار او از فرودگاه باعث شده تا او به عنوان «مشهورترین فرد گمشده در یوتیوب» داده شود.

## پیش‌زمینه لارس میتانک
لارس میتانک در ۹ فوریه ۱۹۸۶ در برلین آلمان به دنیا آمد. او در اتسهوهه، بزرگ شد و تمام عمر خود را در آنجا زندگی کرد. او در یک نیروگاه برق کار می‌کرد، دارای تعدادی دوست و یک دوست دختر بود. او مرتباً به ملاقات پدر و مادرش می‌رفت. بعد از اینکه پدرش دچار سکته مغزی شد، اغلب بعد از کار در خانه به والدینش کمک می‌کرد. او را به عنوان یک فرد کاملاً عادی توصیف کردند.

## مقدمه سفر
در ۳۰ ژوئن ۲۰۱۴، میتانک ۲۸ ساله با پنج تن از دوستانش به وارنا، بلغارستان سفر کرد. این اولین سفر او به خارج از آلمان بود. این گروه تعطیلات خود را در گلدن سندز، یک استراحتگاه ساحلی در خارج از شهر وارنا گذراندند. پل رومان، یکی از دوستان میتانک، در سال ۲۰۱۶ در تلویزیون آلمان گفت: «آن هفته خیلی سریع گذشت.ما در ساحل استراحت کردیم، در استخر شنا کردیم، فوتبال بازی کردیم، به کلاب رفتیم. او آرام بود. او روحیه خوبی داشت.» یکی دیگر از دوستان او به نام تیم شولد، گفت که میتانک زیاد غذا نمی‌خورد و هر بار فقط یک کاسه کوچک سوپ یا یک سالاد کوچک می‌خورد. دوستان او تا آخرین قسمت سفر هیچ رفتار غیرعادی دیگری از سوی میتانک گزارش نکردند.

## رفتار غیرعادی و ناپدید شدن
در ۶ ژوئیه ۲۰۱۴، یک روز قبل از قرار بازگشت به خانه، لارس و دوستانش در یک بار در شهر بودند و لارس با برخی دیگر از افراد با ملیت آلمانی بر سر فوتبال به اختلاف افتاد. او یکی از هواداران باشگاه فوتبال وردربرمن بود که با هواداران بایرن مونیخ اختلاف نظر داشت. سپس او پس از خروج از بار از دوستانش در بیرون رستوران جدا شد و تا پایان شب ناپدید شد. لارس صبح روز بعد در استراحتگاه حاضر شد و به دوستانش گفت که من توسط چهار مرد استخدام شده توسط همان گروه در بار مورد ضرب و شتم قرار گرفت که شب قبل با آنها مخالفت کرده بودم. درگیری منجر به آسیب دیدگی فک و پارگی طبل گوش لارس شده بود. سپس لارس برای ویزیت نزد یک دکتر رفت. پزشک در آن جا به دلیل جراحات او آنتی‌بیوتیک سفپروزیل (۵۰۰میلی‌گرم) تجویز کرده و همچنین به او توصیه کرد که پرواز نکند. دوستان لارس می‌خواستند با او بمانند، اما او اصرار داشت که حالش خوب است و به تنهایی از پس کارهایش بر می‌آید و به آنها گفت که برنامه اصلی سفر را دنبال کنند و در ۷ ژوئیه به خانه پرواز کنند، و متعاقباً آنها (دوستان لارس) هم این کار را انجام دادند.
میتانک همزمان با دوستانش کلید استراحتگاه را تحویل داده و از آنجا خارج شد و برای یک شب به هتل کالر وارنا (Color Varna) رفت. هتل ارزان و نزدیک به فرودگاه بود. با این حال، یک روز پس از رفتن دوستانش، او شروع به انجام رفتارهایی که به نظر پارانوئید می‌آمد کرد. وقتی در هتل بود، میتانک با مادرش ساندرا میتانک تماس گرفت و به مادرش به صورت زمزمه گفت که مردم قصد کشتن یا سرقت از او را دارند و مادرش باید کارت‌های اعتباری او را بسوزاند. دوربین‌های مداربسته در هتل او را در حال بالا و پایین رفتن از راهروها و سالن‌ها، نگاه کردن به بیرون از پنجره و پنهان شدن در آسانسور ضبط کردند. ساعت ۱ بامداد، او از هتل خارج شده و یک ساعت بعد وارد آن می‌شود. معلوم نیست او در این مدت چه کرده یا کجا رفته‌است. صبح یک بار دیگر با مادرش تماس گرفت و به او گفت: افرادی که او را تعقیب می‌کردند دارند به او نزدیک تر می‌شوند.
میتانک آخرین بار در ۸ ژوئیه ۲۰۱۴ در فرودگاه وارنا دیده شد، روزی که امیدوار بود به کشور آلمان پرواز کند. او به مادرش پیام داد که به فرودگاه رسیده‌است. او برای مشورت با پزشک فرودگاه، نزد دکتر کوستا کوستوف رفت. کوستوف بعداً رفتار او را «عصبی و دمدمی مزاج» توصیف کرد. به گفته کوستوف، او به میتانک گفت که خوب است و می‌تواند به خانه بازگردد. با این حال، میتانک با ابراز تردید در مورد داروهایی که مصرف می‌کرد، مطب دکتر را ترک نمی‌کرد. در آن زمان یک کارگر ساختمانی وارد مطب شد چرا که فرودگاه در حال بازسازی بود. دکتر کوستوف گفت که میتانک سپس شروع به لرزیدن کرد و فریاد زد: «من نمی‌خواهم اینجا بمیرم. باید از اینجا بروم.» سپس بلند شد و از مطب فرار کرد. او تمام چمدان‌هایش را که شامل کیف پول، تلفن همراه و پاسپورتش بود، جا گذاشت. تصاویر او توسط دوربین‌های امنیتی فرودگاه در حال فرار از ترمینال ضبط شد. بیرون از سالن فرودگاه، او را می‌توان در فیلم مشاهده کرد که از فرودگاه دور می‌شود، از حصار بالا می‌رود، در یک علفزار می‌دوید و به سمت جنگل مجاور نزدیک بزرگراه ملی بلغارستان A2 می‌دوید. اینها آخرین محل تقریبی تأیید شده او هستند.